# 迷失东京
《愛情，不用翻譯》是一部於2003年上映的愛情喜劇劇情片。電影由蘇菲亞·柯波拉執導和編劇。比爾·莫瑞飾演過氣美國影星鮑伯·哈里斯，處於中年危機的他去東京推銷三得利威士忌。他在當地遇到另外一名身在異鄉的美國人夏洛特，這名年輕女性（耶魯大學應屆大學畢業生）由史嘉蕾·喬韓森飾演。乔瓦尼·瑞比西和安娜·法瑞絲也有參與出演。這部電影探討了在日本文化錯置的背景下感到格格不入和與世隔絕的主題。影評人和學者在進一步的分析中主要集中在電影不顧主流敘事常規和它對愛情不同尋常的描繪。
柯波拉在東京度過一段時間並對這座城市產生濃厚興趣後開始創作電影。她在東京柏悅酒店停留宣傳自己首部長片《死亡日記》時，關於兩個角色在該酒店經歷一段「浪漫憂鬱」的故事開始萌芽。柯波拉一開始就設想莫瑞來飾演鮑伯·哈里斯這個角色，並嘗試吸收他長達一年，堅持不懈地給他發手機短信和手寫信件。莫瑞最終答應飾演角色，但未簽署合約，柯波拉為此花了電影400萬美元預算的四分之一，卻不知道他是否去東京參與拍攝。當莫瑞終於出現，柯波拉稱感到無比解脫。
主體拍攝於2002年9月29日開始，共進行了27天。柯波拉在拍攝時以少量工作人員和精簡的器械讓進度保持靈活。由於劇本很短，所以柯波拉經常在拍攝時使用大量即興演出。電影的攝影指導兰斯·阿考德盡可能更多地使用現成光源，並取景了許多日本公司和公眾地方。經過10週的剪輯後，柯波拉將美國和加拿大的發行權賣給焦点影业，該公司利用院線上映前產生的正面口碑來宣傳電影。
這部電影於2003年8月29日在特柳賴德影展舉行首映，被視為得以名利雙收。影評人讚賞莫瑞和喬韓森的演技，以及柯波拉的執導和劇本，但少數人批評電影對日本的描繪。《愛情，不用翻譯》在第76屆奧斯卡金像獎上贏得最佳原創劇本，並入圍了最佳影片、最佳導演（柯波拉）和最佳男主角（莫瑞）。它還在金球獎和英國電影學院獎各贏得3座獎項。

## 劇情
過氣美國影星鮑伯·哈里斯（Bob Harris）為了利潤豐厚的三得利威士忌廣告而來到日本東京。他住在高檔東京柏悅酒店。25年的婚姻關係產生縫隙和中年危機讓他飽受折磨。另一名住在酒店的美國女子夏洛特（Charlotte）是年輕的耶魯大學畢業生，她隨同丈夫約翰（John）到日本進行明星攝影的工作。夏洛特同樣因質疑最近的婚姻狀況和前路茫茫而感到迷失。兩人都儘量克服東京的時差和文化衝擊所帶來的額外感受，在酒店附近閒逛度日。
一名空虛的好萊塢女演員凱莉（Kelly）在東京柏悅酒店宣傳動作片，她過去在約翰為她攝影時對他表達源源不絕的熱情，她十分厭惡約翰的妻子夏洛特。鮑伯和夏洛特常常在酒店裏遇到，後來在旅館酒吧中結識。幾次相遇後，夏洛特趁約翰到外地工作時邀請鮑伯到城市去見一些當地朋友。兩人在東京度過有趣的夜晚，而他們也體驗了當地的夜生活。接下來的日子，鮑伯和夏洛特一起度過更多時光，兩人的友誼也逐漸穩固。一晚，兩人無法入眠，於是開始交心，談論夏洛特對未來的不確定和兩人各自的婚姻生活。
鮑伯在酒店的倒數第二晚是與旅館酒吧的駐唱歌手度過。夏洛特在隔天早上聽到鮑伯房間有女人在唱歌，導致鮑伯和夏洛特在共進午餐時的氣氛十分緊張。兩人在傍晚再次相遇，而鮑伯表示他將會在次日離開。鮑伯和夏洛特和好，並表示會想念彼此，在旅館酒吧做最後告別。隔天早上，鮑伯離開酒店時，他和夏洛特都做了真誠但又不夠好的告別。鮑伯乘計程車去機場時，在擁擠的街道上看到了夏洛特，立刻下車走到她身邊。他接著擁抱夏洛特，並在她耳邊說了一段悄悄話。兩人親吻道別。

## 演員表
演員名單來自Fandango。
- 比爾·莫瑞 飾 鮑伯·哈里斯，過氣影星
- 史嘉蕾·喬韓森 飾 夏洛特，應屆大學畢業生
- 乔瓦尼·瑞比西 飾 約翰，夏洛特的丈夫、明星攝影師
- 安娜·法瑞絲 飾 凱莉，好萊塢女演員
- 林文浩（Fumihiro Hayashi）飾 查理（Charlie），夏洛特的朋友
- 凯瑟琳·兰伯特（Catherine Lambert）飾 駐唱歌手[b]

## 分析

### 主題
電影的編劇兼導演蘇菲亞·柯波拉稱《愛情，不用翻譯》是關於「事物遭到切斷並尋找連結時刻」的故事，這一點獲得影評人和學者認可。從文化意義上來講，鮑伯和夏洛特前往異鄉日本所感到的時差和文化衝擊讓他們彷徨无依。鮑伯與日本商業總監交流時無法理解，而被弄得一頭霧水，最後意識到他溝通的意義就像口譯員說的「無法翻譯」。另外，由於時區的變化，兩人都無法入眠，所以選擇在深夜到旅館酒吧去擺脫清醒。這些感受是他們與周圍的環境產生疏離感，而他們還使生活中感到格格不入和疏離的更深層次的經歷加劇。鮑伯和夏洛特都陷入婚姻困境，並面對相同的自我認定危機。夏洛特對生活感到茫然，也不確定自己在世界所身處的角色位置；而鮑伯老是想起自己是過氣影星的狀態，並覺得自己已經從被定義的身分中脫離出來。
角色在接觸東京的城市環境時深化了他們的感受，例如鮑伯從機場坐車到飯店看到廣告上的自己時感到格格不入，而五顏六色的都市風景處於狂亂的環境狀態時使他感到不知所措。夏洛特漫步東京嘗試尋找自身意義時覺得漂泊無依，而她從飯店房間窗戶望向城市時感到與世隔絕。東京柏悅飯店有不與外界往來的特質，這讓角色與城市隔絕，也是鮑伯選擇逃災避難的地方。這些格格不入的感覺讓鮑伯和夏洛特產生共同點，從而建立兩人的連結。當夏洛特邀請鮑伯體驗東京的夜生活時，她拉近了他和城市的距離，而兩人在彈指之間建立起了聯繫。在兩人相處的短時間裏，他們意識到自己並非獨自追求生活中更具深層次的東西。柯波拉在談到他們相遇的短暫性時表示：「對每個人來說，你總會在某些時刻跟你從未預計過的人度過美好時光。然後，你得回到現實生活，但這段（記憶）會刻骨铭心。這就是讓它變得如此美好和令人愉快的原因。」
學者傑夫·金（Geoff King）為電影寫了一本書，表示中心人物的經歷是讓學者對《愛情，不用翻譯》作出多種詮釋的原因之一。托德·麥高恩（Todd McGowan）以雅各·拉岡的精神分析角度來看待這部電影，認為電影鼓勵要在生活和人際關係中包含「缺席」。他稱柯波拉將日本描繪成「過度溢於言表的城市」，並提供滿意的空頭支票。在他看來，鮑伯和夏洛特都意識到他們無法在東京景點中找到意義，因此他們在自身的空虛感中找到聯繫。露西·博爾頓（Lucy Bolton）以女權的解讀方法表示《愛情，不用翻譯》通過強調年輕女性的問題來喚起女權哲學家路思·伊瑞葛來的思想。她表示電影提供了夏洛特女性主體性的複雜形象，以及角色以樂觀的表現手法來追求自我表現。

### 故事敘述
《愛情，不用翻譯》的敘事結構方面遭到大體上地研究，而影評人指出與好萊塢主流電影相比它幾乎沒有情節事件。故事事件主要集中在鮑伯和夏洛特的情感發展上，只有很少的「外部」障礙影響著主角。金表示「需要花費多點時間才能喚起主角的感觸、感受和體會」，這代表了「（電影元素）階層式結構中的轉變」使角色體驗優先於劇情。文學批評家史蒂夫·維恩伯格（Steve Vineberg）表示「故事之間的關聯的確存在，只是它們並非典型的因果聯繫。它們是由上一片段結束時聚集的情緒注入下一片段所形成」。金堅持認為儘管劇情的確根據基本的線性因果關係進行，但「如果有許多片段的質量經常看起來十分顯眼，這部分很可能取決於單組鏡頭的節奏通常（被處理得）十分從容，並致力於營造和發展情緒與氛圍」。柯波拉表示她希望這個故事主要強調親密時刻的品質，並不想為角色強加像「讓他們分開的戰爭」那種華而不實的敘事手法。

柯波拉就電影開場表示：「我用它並沒有非常充分的理由……只是我想要電影以這種形式開頭。我喜歡給出一點關於角色的暗示——一個甜美又年輕的女孩在飯店房裏百無聊賴地等待——接著揭開電影帷幕。」

電影的開場鏡頭也是影評人和學者討論的重點。鏡頭全長36秒，內容是夏洛特的背面，她躺在床上並身穿粉色透明內褲。這是參考自約翰·凱瑟的照相寫實主義畫作，並時常被影評人拿1963年電影中碧姬·芭杜的最初登場來作比較。儘管有人稱它是鮑伯和夏洛特之間愛情的預兆，但電影歷史學家溫蒂·哈斯勒姆（Wendy Haslem）表示「柯波拉此次開場鏡頭的意圖似乎在對抗禁忌，並打破在傳統意義上燒錢的電影中可能被認為是『昂貴鏡頭』的期望」。相應地，學者瑪麗亞·聖菲利波（Maria San Filippo）堅稱「（柯波拉）似乎沒有因為美的緣故而表態對美超越一切的認可」。金指出該圖片在美感和色情的品質中包含了「微妙」和「明顯」的感染力，這意味著《愛情，不用翻譯》介乎於主流和獨立電影之間。電影學者托德·肯尼迪（Todd Kennedy）以女權電影理論家勞拉·穆爾維指出的男性凝视的概念來詮釋它，並表示該鏡頭「時間長到開始尷尬起來，而迫使觀眾開始意識到（且甚至有可能質疑）他們正參與著注視」。
《愛情，不用翻譯》還以無視主流愛情電影的慣例而聞名。哈斯勒姆寫道這部愛情喜劇片讓觀眾確信這對情侶有戲，但柯波拉無視他們的期望，拒絕讓主角團聚。她指出夏洛特和鮑伯沒有透過性交來促進關係，為難以分辨兩人是比較偏向浪漫還是偏向柏拉圖式的因素之一。哈斯勒姆在寫到結尾幾幕中兩人做最後告別時表示「在主流電影傳統上，親吻……是透過深化愛情理論來表明決心。但在這部當代反浪漫的愛情片的新浪潮中，這個吻的意義則變得含糊不清」。學者尼古拉斯·Y·B·王（Nicholas Y.B. Wong）主張電影「角色之間（缺乏）讓人心軟的聯繫和戲劇性的（重）聚」呈現出愛的後現代形象，並寫道《愛情，不用翻譯》是「有關無愛、風流韻事的主導地位和曖昧關係的複雜性。角色在墜入愛河和消磨殆盡的愛之間搖擺不定。他們即不向某人許下承諾，也沒有情感上的連結」。柯波拉表示鮑伯和夏洛特的關係「本來應該比較浪漫，但有點擦邊球……有點友達以上，戀人未滿（的感覺）……對我來說，他們之間完全沒有性——天真又浪漫，且帶點友情」。

## 製作

### 創作

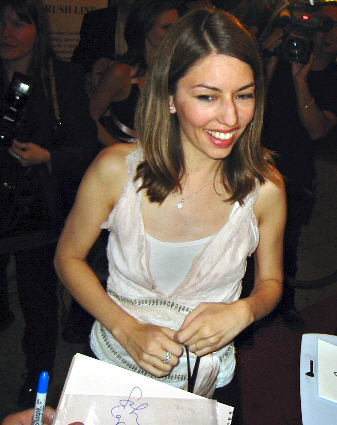
蘇菲亞·柯波拉在2003年多倫多國際影展宣傳《愛情，不用翻譯》

柯波拉在桃李年華輟學後，她經常去東京嘗試各種有關時裝和攝影的工作。由於她對職業生涯感到迷茫，所以稱那段時期「極其困難」，因此她常在東京閒逛來思索未來。她開始對這座城市情有獨鍾，並注意到外國人在陌生環境盡量克服時差的感覺帶出了超脫塵世的特性。多年後，她安定於電影製作，並返回東京，住在東京柏悅酒店內宣傳自己的首部長片《死亡日記》。
柯波拉從該試映會回家後開始創作《愛情，不用翻譯》。受自己在東京的經歷影響，她決定在這裏寫一部劇本，而兩個角色在東京柏悅酒店經歷一段「浪漫憂鬱」的故事開始萌芽。柯波拉長期以來都被這座城市霓虹燈招牌所深深吸引，並設想東京在這部電影中要呈現出「如夢似幻的感覺」。因此，她徵召朋友（最終成為電影的音樂製作人）來創作夢幻流行的選輯混音，好讓她在創作劇本時聽來營造出這種心境。
柯波拉最初並沒有以傳統腳本形式來創作劇本，理由是很難詳細安排出完整劇情。取而代之的是，她選擇寫「小段落」，主要根據她在東京生活時的不同印象和經歷，並之後將其改編成劇本。柯波拉收錄的首批影像中包括朋友林文浩在卡拉OK演唱性手槍的《天佑女皇》，她在東京工作時也見過他演出此曲。她在哥哥罗曼·科波拉的幫助下創作前20頁後就返回東京追求進一步的靈感，並在當地錄下所有可以有助於進一步創作的東西。
柯波拉從一開始就希望莫瑞來飾演鮑伯這個角色，她想要他展示「更多脆弱的一面」，並感覺他穿和服應該蠻有趣。她稱自己對莫瑞構造的內心藍圖是故事重要的靈感來源。創作夏洛特這個角色時，柯波拉大量取材自身正值桃李年華時迷失方向的感覺，並表示她和前夫斯派克·琼斯緊張的婚姻關係啟發了夏洛特和約翰的關係。她還取材了杰罗姆·大卫·塞林格《法蘭妮與卓依》中的角色法蘭妮，覺得「預科生女生神經失常的想法」十分有吸引力。
當柯波拉在發展鮑伯和夏洛特的感情線時，她覺得將生活在不同世界卻有相同的內部危機的角色放在一起十分有必要。她表示兩人的關係是參考自中的堪富利·保加和羅蘭·比歌。柯波拉聲稱幾乎沒有重改劇本，並花了6個月完成。全本總共75頁，比一般劇本要短得多。儘管她有點擔心劇本是否會太短，以及混合她個人經歷是否會太「放縱」，但還是決心著手製作這部電影。

### 籌備
柯波拉堅稱如果沒有莫瑞，她就不會製作《愛情，不用翻譯》。由於這名演員有800個電話供有興趣讓他出演角色的客戶，而素有難以聯繫的隱士之稱。柯波拉堅持不懈地請求他出演角色，並花了幾個月給他發送電話短信和寫信，更在自己的專業網中尋找可以幫她聯繫的人。她請來編劇，也是莫瑞的老朋友米奇·格雷泽去接納劇本的早期版本且試圖說服他。格雷泽對這則故事感到印象深刻，並表示為此經常打給莫瑞，告訴他「你需要讀讀它」，但沒得到任何回覆。經過一年的坑蒙拐騙，莫瑞終於同意與柯波拉在餐廳討論電影。他最終接受出演角色，並說：「她花了九牛二虎之力想讓我成為那個人。我覺得始終不能辜負她。」
儘管得到莫瑞同意，但由於沒有簽正式的合約，所以柯波拉只好將他的話當真。她稱這「十分燒腦筋」，並想知道莫瑞是否會到東京出席拍攝。她曾和與該演員合作過的導演討論起這件事，安德森安慰她說：「如果他說他會出演，就一定會露面。」對於莫瑞的對手演員，柯波拉喜歡喬韓森在的表現，並記得她是個「聲音沙啞的可愛小女孩」。她接著邀請喬韓森去餐廳討論角色。導演最初擔心舞象之年的喬韓森可能因太年輕而無法適任處於桃李年華的角色，但最後認為她呈現出來的樣子十分成熟，能有信服力地出演角色。柯波拉在沒有的試鏡的情況下為喬韓森提供出演機會，而她也欣然接受。
柯波拉覺得要自己投資作品，因為她想持有最終剪輯權，並害怕與北美工作室協商發行權會威脅到她對電影的影響程度。考慮到劇本十分短和莫瑞很少正式參與的情況下，沒有工作室願意提供資助。她和經紀人因而選擇將外國發行權賣給各種各樣的公司來湊齊400萬美元的製作預算。她首先與日本的东北新社達成協議，接著是法國和義大利的發行商，最後剩下的國外市場是與焦點影業的國際分部達成協議。柯波拉在前期製作的預算上就花了100萬美元，但還是不知道莫瑞是否會在東京露面，所以深知他的出席將會為製作帶來沈重打擊。當他在拍攝前一日終於出現時，她頓時覺得無比輕鬆。

### 拍攝

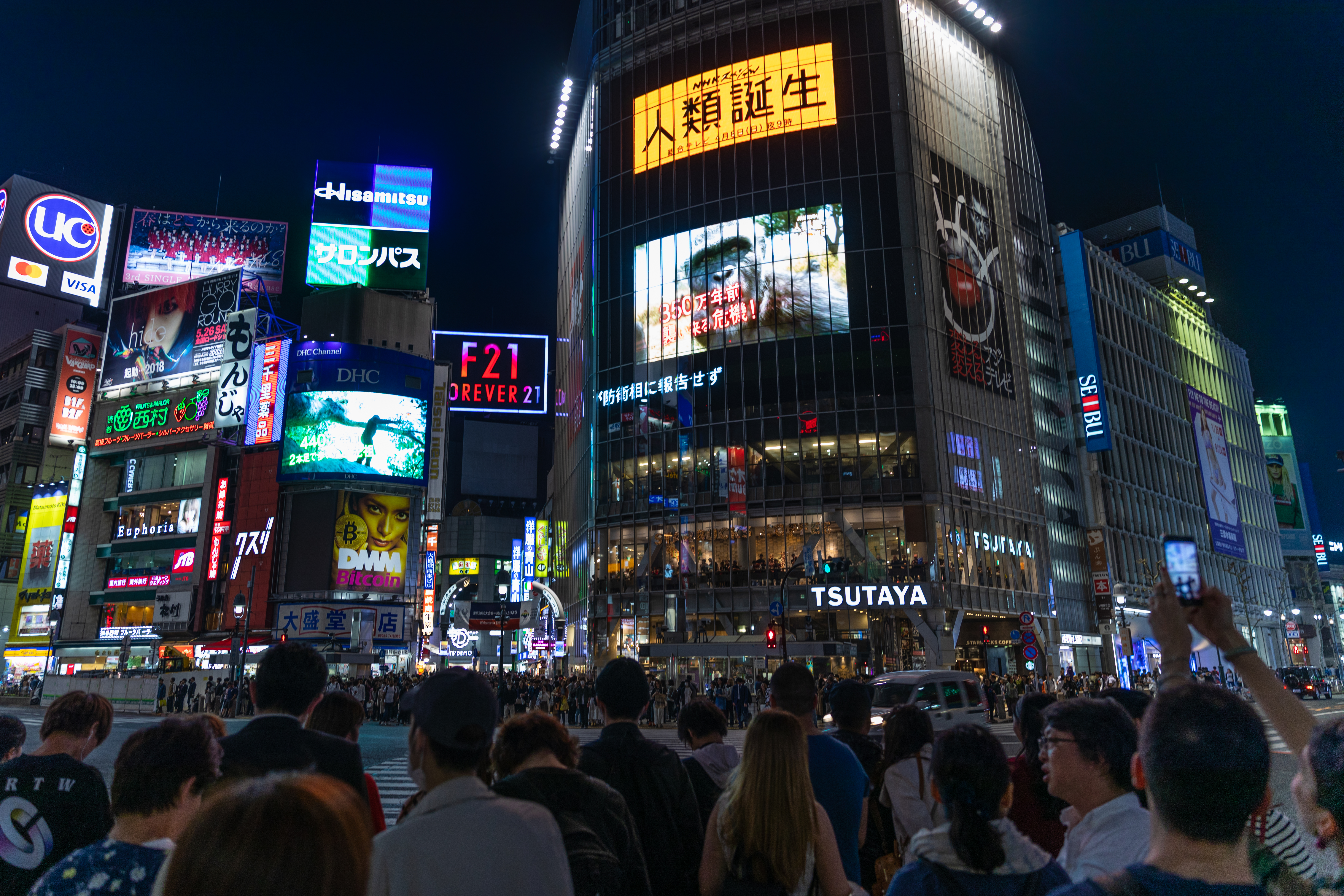
製作團隊用旁觀者來作為澀谷路口等公眾領域的群眾演員

主體拍攝始於2002年9月29日，並維持27天。由於時間緊迫，預算也只有僅有的400萬美元，所以每週得有6天要拍攝，並以「跑轟」的形式來進行攝影，而柯波拉追求帶著少量工作人員和精簡器材移動。她只進行很少的排練，並維持靈活的計劃表，但有時她會取消拍攝計劃轉而拍攝一些她在現場發現覺得更適合故事情節的東西。由於劇本十分零落，拍攝過程中往往會漏掉一些細節，因此柯波拉允許有大量的即興對白，尤其是莫瑞。其中一個例子是鮑伯在拍攝三得利威士忌一幕，柯波拉鼓勵莫瑞自發對攝影師做出回應，接著她向飾演攝影師的男人耳語要重複莫瑞在未排練對白中所提到的名字，例如。
雖然主要的工作人員大多是柯波拉邀請來東京的美國人，但大多工作人員是在本地被僱用。這因此為製作帶來困難，因為日本的工作人員無法用英語與柯波拉溝通，所以雙方都依靠會雙語的副導演和領班的翻譯。製作常常被翻譯過程和偶爾遭到文化誤解耽擱，例如柯波拉稱在拍攝完餐廳一幕時比預期晚了10至15分鐘，她表示在美國這十分正常，但卻讓餐廳老闆感到不尊重，他之後斷了工作人員的燈，而電影的日本場地管理只能無可奈何地全盤接受。儘管如此，柯波拉表示她嘗試適應日本的拍攝風格，不想強制實行工作人員不習慣的形式。
柯波拉與攝影指導蘭斯·阿考德緊密合作來讓電影形象化。她向他和其他主要的工作人員展示一本她創作的相片集，當中呈現了她想在電影中表達的視覺風格。為了引起鮑伯的孤獨感，柯波拉和阿考德在酒店使用固定鏡頭，並避免明顯的相機移動。他們還就視頻拍攝進行許多討論，最後決定電影還是更適合故事中帶有的浪漫底色。柯波拉表示「電影給人感覺有點距離，但對我來說更像回憶，而視頻則更加現在式」。阿考德認為新底片會減少過度照明的需求，因此最終在拍夜景時使用柯達Vision 500T 5263的35毫米底片，而日景則使用柯達Vision 320T 5277底片。電影大部分用Aaton 35-III拍攝，而在狹窄的地方則用較小的Moviecam Compact。
對於高速膠片，阿考德盡可能多地選擇使用現成光源，只在有需要時才用人工照明作補充。他據稱在晚景時「從未真正」地操縱燈光，而是依靠東京城市街道的自然光。對於東京柏悅飯店的室內鏡頭，他大多依靠飯店的實際光源，焦比全開拍攝，並大量遮擋燈光來清除飯店窗戶的反射。阿考德表示他聽到一些日本電工反對燈光設計，他們不適應依靠太多現成光源，並擔心曝光不足。阿考德保證底片能應付較低的照明度，最終拍攝大部分電影只有兩站曝光不足。
許多地點在拍攝時都是日本的商業和公共場所，包括東京柏悅飯店的紐約酒吧和東京的澀谷路口。電影在公路和隧道的拍攝都沒有獲得許可，並用城市的旁觀者作為群眾演員，柯波拉因此稱拍攝有「紀錄片風味」，並由於當時十分擔心會被警察喝止，所以她只帶了極少的工作人員。由於會影響顧客，製作團隊只能於凌晨1點或2點在飯店的公眾地方進行拍攝。在電影最後一組鮑伯和夏洛特作最後告別的鏡頭中，由於柯波拉表示不滿意原來在劇本中寫的對白，所以讓莫瑞即興在喬韓森耳邊講悄悄話。然而這太過安靜以至於無法理解，柯波拉原本想為這幕後期配音，但最後決定它還是「保持兩者之間」比較好。製作結束後，柯波拉在紐約監督莎拉·弗拉克長達10週的剪輯工作。

## 原聲帶
電影的原聲帶於2003年9月9日由皇帝諾頓唱片發行。它包含15首曲目，大多是有著獨立和另類搖滾元素的瞪鞋搖滾和夢幻流行類型。原聲帶由指導，並囊括、鳳凰樂團、Squarepusher、席巴斯汀·達利亞和開心結局樂團等音樂家的歌曲。耶稣与玛丽链的歌曲《就像蜂蜜》、我的血色情人节的《有時》和後者主唱凯文·谢尔斯創作的4首原創歌曲也包含在《愛情，不用翻譯》的原聲帶。其他曲目分別是瑞索和小羅傑·約瑟夫·曼寧創作的兩首，以及空氣樂團創作的一首。沒有囊括在原聲帶的歌曲包括在卡拉OK演唱《為何和平、愛和領悟都如此有趣》的翻唱版本和偽裝者合唱團的《口袋裏的硬幣》。莫瑞演唱羅西音樂的《比這更多》作為原聲帶的附加曲目。
柯波拉在創作劇本時告訴瑞索她希望電影中的音樂能表達「略帶悲傷」和「憂鬱」的特質，以及瑞索所理解能定義中心人物的那種「奇怪、漂浮、有著時差綜合症的怪異感」。柯波拉表示希望原聲帶「不要太像配樂」，而更像是瑞索為協助她電影創作而製作的夢幻流行混音。雖然谢尔斯自1991年《無愛》後變很少發行歌曲，但在瑞索的提議下，他和柯波拉招募谢尔斯為電影創作原創歌曲。瑞索相信谢尔斯「能捕捉到我們想要的那種嗡嗡聲、搖擺、美麗的感覺」。他接著參加谢尔斯在倫敦為期兩個月的過夜錄音會議，而他們在創作電影歌曲時使用劇本和毛片來作為靈感。谢尔斯談到他在詞曲創作時感到的挑戰，並表示：「我幾乎沒有意識過音樂的語言從本質上並非只讓你耳朵聽……最後（我發現）只是電影的物質運動就是道美味佳餚。我想這就是為什麼我最後呈現出來的東西如此精細。」
金表示音樂通常在建立電影的心境和氣氛擔任重要角色，並寫道它實質上「喚起了時差那種恍恍惚惚、麻醉、半獨立的印象」，以及格格不入和與世隔絕那種比較大的感受，因此它「可能是讓電影被廣泛認為是『情緒作品』的最大貢獻者」。他指出賭城情仇樂團的《女孩》（Girls）出現在早期鮑伯從機場開車到飯店的一幕「所扮演的角色等同於佔主要地位的視覺效果……創造出一種飄逸、空靈且有些夢幻的特質，並精確捕捉到了世俗和空間分離的感觸」。他還指出像《Tommib》那種「冷酷又冷漠」的歌曲用在夏洛特坐在飯店窗戶旁眺望東京為該角色建立孤獨和迷失方向的感受起到重要作用。在金看來，一些鏡頭將音樂和視覺元素結合起來而起到了「視聽固定套路」的作用，並給目標受眾提供電影中獨特的吸引力。

## 上映

### 市場營銷
在柯波拉和弗拉克沒有剪輯完電影之前，並沒有將發行權賣到美國和加拿大。2003年2月，導演向焦點影業國內分部的高層展示電影，而影片已將大多的海外發行權賣給這家公司。事先合同對焦點影業意義重大，因為它取得了電影的特權存取，但競爭買家抱怨他們只能在美國電影市場的焦點辦公室限制觀看三分鐘的預告。柯波拉最初將國內發行權開價500萬美元，但最後決定以400萬美元賣給焦點影業，理由是她讚賞公司為電影取得國際交易。
焦點影業參與後便開始使用常規的「獨立風格」營銷活動來宣傳這部電影。這個策劃的出現讓它於2003年9月上映前就取得正面口碑。發行商安排整個2003年夏季進行影評口碑場。海報和預告片主要強調莫瑞標誌性的明星風度，並重點強調他在電影中喜劇鏡頭的演技來吸引更多觀眾。焦點影業在《愛情，不用反應》即將上映之前將其放進多個影展展映，並主持有者柯波拉和莫瑞問答環節的「媒體秘密放映會」。這些營銷策略中許多方法都旨在以最低成本來宣傳電影，這與大多數好萊塢主流電影採用像大型電視廣告這種較昂貴的策略背道而馳。

### 院線上映
《愛情，不用翻譯》於2003年8月29日在美國的特柳賴德影展舉行首映。兩天後，它在義大利的威尼斯影展展映，並於2003年9月5日在加拿大的多倫多國際影展展映。它於2003年9月12日向公眾開放，在美國紐約、洛杉磯和舊金山等主要城市的23家影院進行有限上映。電影在口碑場時就被預測有機會獲得奧斯卡金像獎青睞，但認為它的開場比獨立電影競爭獎項預期的開場早了幾週，這樣太早開場可能會導致像奧斯卡金像獎等主要獎項提名時遭到遺忘的風險。焦點影業的共同主席和大衛·林迪回應道公司是根據電影的質量和早期的營銷活動，以及很難與其他電影競爭等因素，所以選擇早點的上映日期。這個策略是讓《愛情，不用翻譯》有更多時間來控制市場形勢。

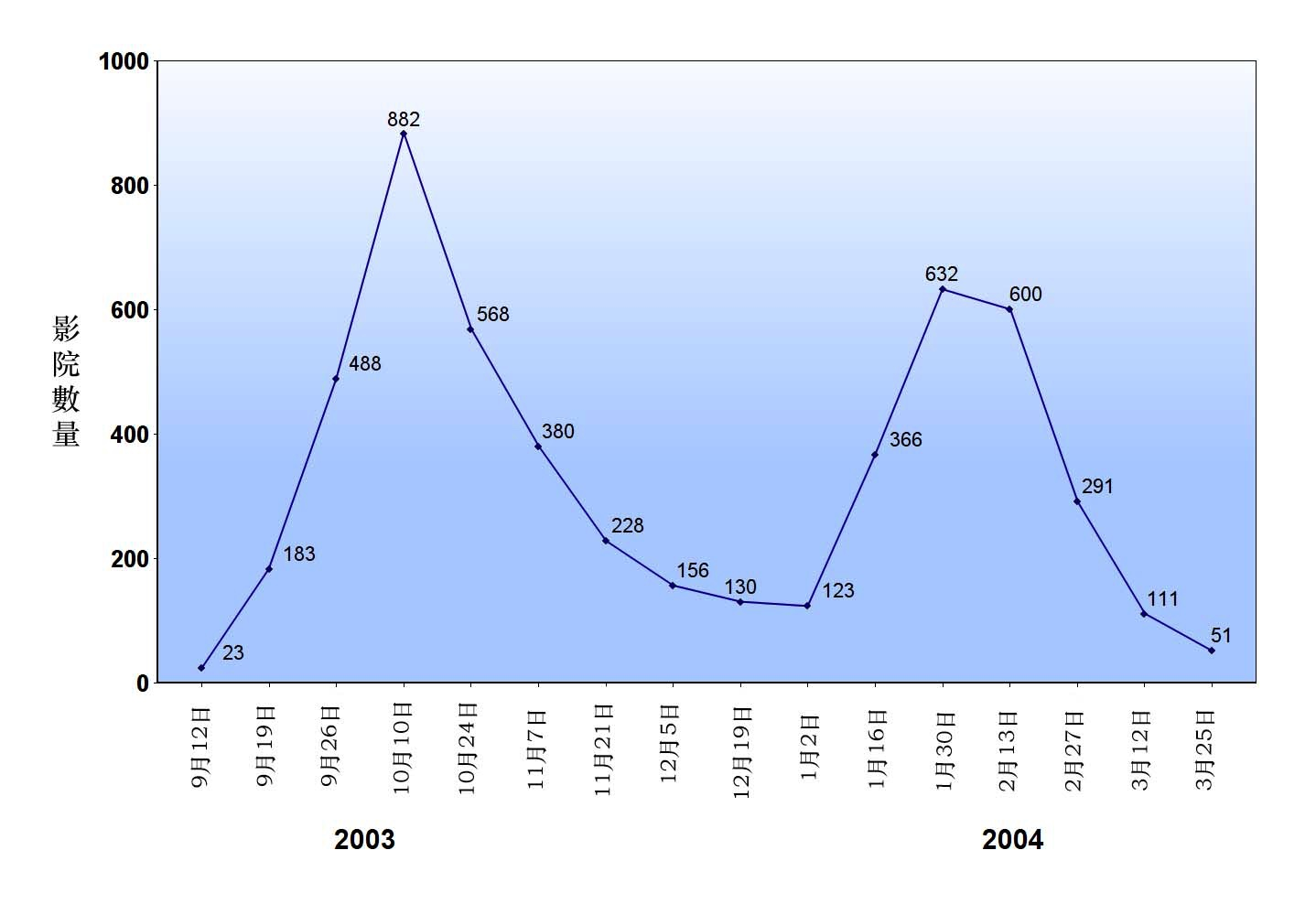
圖表顯示2003至2004年在美國、加拿大和波多黎各放映《愛情，不用翻譯》的影院的大致數量。焦點影業在它入圍第76屆奧斯卡金像獎後於1月擴展影院數量

電影在首週獲得925,000美元，並在下週從23家影院擴展至美國前25個市場的183家。因此它的當週週末票房收獲超過262萬美元，這也幾乎填補了電影預算。它於10月3日進入全國上映，並在第四週週末高達票房榜第七。一週後，電影擴展至預估882家影院，是它上映以來最多的影院數量。截至10月13日，《愛情，不用翻譯》預估收獲1,850萬美元，而《好萊塢報導》指出即使面臨的是「不總是對這種曲高和寡素材類型感冒的中小型市場觀眾」，但還是表現出色。隨著這種表現，儘管電影入圍第76屆奧斯卡金像獎有再次擴展放映，但來年放映的影院卻不斷減少。電影從12月晚旬低至117家影院上升至1月晚旬預估的632家，最終到3月25日放映結束後在美國和加拿大共收獲4,460萬美元。它的海外收入為741萬美元，總共在全球收獲1億1,870萬美元。

### 家用媒體
《愛情，不用翻譯》的DVD於2004年2月3日發行，當中包括刪除鏡頭、幕後花絮短片、莫瑞和柯波拉有關電影的討論和一首由凯文·谢尔斯為電影創作的原創歌曲《城市女孩》的音樂錄影帶。為了想從《愛情，不用翻譯》因奧斯卡金像獎所獲得的關注中獲利，焦點影業在它有入圍奧斯卡後馬上採取了不同尋常的行動，在電影仍在院線上映同時發行家用媒體。這個策略看似風險，因為業界普遍擔心太早發行家用視頻會減少影院收入。《愛情，不用翻譯》最終在影片租借服務前五天收獲將近500萬美元，並在首週賣出100萬張。從早期回報來看，它是這段時期內銷售第二高的DVD，但在600家影院上映和票房收入則比上週下降19%，而《綜藝》稱「相對適中」。焦點影業將這個表現歸功於正面口碑，並表揚電影在兩種媒體的營銷方式有助於顧客自己選擇哪種平台收看。《愛情，不用翻譯》於2007年5月29日以如今過時的HD DVD格式發行，並於2010年12月7日以藍光光碟格式發行。

## 反響

### 專業評價
《愛情，不用翻譯》獲得廣泛好評，尤其是莫瑞的演技以及柯波拉的執導和劇本。爛番茄收集的231篇專業影評文章中，「新鮮度」為95%，平均得分8.4分（滿分10分）。網站的共識評價為「蘇菲亞·柯波拉有效地平衡幽默和微妙的感染力，並精心製作了一齣感人又傷感的故事，充分展示了比爾·莫瑞和史嘉蕾·喬韓森的優點」。對評價進行標準化評分的Metacritic基於44篇評論文章，平均分爲89（滿分100），代表「普遍好評」。
影評廣泛讚賞莫瑞的演技，表揚他可以處理像鮑伯這樣較嚴肅的角色，並能與他廣為人知的滑稽性格作結合。《板巖》的大衛·艾德斯坦表示這就是「我們一直期待的比爾·莫瑞演技」，並補充道「他的兩半史無前例地聚在一起，在某種程度上滑稽的事不關己與必然產生的刻骨銘心的孤獨感聯繫在一起」。《娛樂週刊》的莉莎·舒瓦茲博認為莫瑞的演技值得拿奧斯卡，並稱讚是他迄今為止「最為脆弱和自然（的表現）」，更讚賞他對較嬌弱角色的處理以及在電影搞笑鏡頭的即興創作。《紐約時報》的影評人艾爾維斯·米切爾也給出相同的稱讚，稱《愛情，不用翻譯》是「莫瑞先生的電影」，並指出該演員「所提供的演技看起來完美呈現和毫不費力，很容易誤以為是自然流露」。
柯波拉的劇本和執導也獲得相同高度的好評。《洛杉磯時報》的肯尼斯·圖蘭評價《愛情，不用翻譯》「又尖刻又甜蜜、毫無疑問的有趣、非常好的洞察力，這代表……柯波拉是具有獨特鑒賞力和表達方式的成熟天才」。有關執導的讚賞大多是她在微妙之處和氛圍的品質下得功夫。《綜藝》的大衛·魯尼（David Rooney）稱讚電影是「情緒作品」，並補充道它「巧妙平衡了幽默和傷感，使之有既愉快又憂鬱的感受」。《沙龍》的影評人斯蒂芬妮·扎查雷克同樣讚賞柯波拉是「秘密的劇作家」，覺得其樸素的敘事風格和巧妙的情緒描繪為絕配。她更稱讚《愛情，不用翻譯》是一齣親密的電影，這代表柯波拉是一位不同凡響的電影製作人。
喬韓森的演技也受到表揚。魯尼認為「作為觀察者（的她）呈現出迅猛又內斂的演技，並質疑有著豐富內部生活的女性」，而圖蘭補充道喬韓森「使原本再熟悉不過的人物塑造躍於紙上」。《愛情，不用翻譯》被超過235位影評人列為年度最佳電影，並在上映後的幾年間也出現在其他的「最佳」名單中。《Paste》將其排在「2000年代50佳電影」的第7名，《娛樂週刊》在該2000年代十強電影名單中將其排在第9，而電影在由177位影評人於2016年評選出的BBC21世紀百大電影中名列第21。
2023年3月，本片在爛蕃茄發表「270部由21世紀女性執導的電影佳作」（2000年-2009年年代）清單榜上有名。

### 種族歧視指控
雖然不是大多影評的主題，但《愛情，不用翻譯》對日本的描繪被一些指控有東方主義的種族刻板印象。電影製片人E·库翰·派克（E. Koohan Paik）指出電影的戲劇元素「是完全根深蒂固在日本人的『他性』中」，而且故事未能提供不偏不倚的日本人形象，她補充道電影「在逃避將他們無論是正面還是負面地描繪成完整人類的責任，（這無疑）都構成歧視或種族偏見」。《衛報》的藝術家掬·達伊（Kiku Day）同樣指控電影「沒有一幕讓日本人享有尊嚴。觀眾只會毫不留情地嘲笑這些矮小黃人和他們的搞笑作風」。據稱這部電影在日本上映前，當地發行商十分擔心反響，而最終也收獲了一些日本影評人的強烈批評，當中《讀賣新聞》的影評人土屋良雄（Yoshiro Tsuchiya）覺得柯波拉對日本的呈現「極度偏見和平庸」。刻板印象的觀念也導致亞裔美國人組織發起反對電影的活動，他們敦請電影藝術與科學學院的會員在第76屆奧斯卡金像獎上投票反對它。
電影學者奧梅·金（Homay King）表示電影在最終沒有反制東方主義的刻板印象的同時，日本代表的觀點也無法成立，並寫道「這部電影（並沒有）充分闡明它真正的主題不是東京本身，而是西方對東京的看法……當呈現出的日本十分表面、不當的色情或莫名其妙時，我們永遠無法確定帶出這種景象的是柯波拉，（可能）出自她的性格，或者單純是出自對好萊塢電影的想像」。另外，傑夫·金堅稱儘管像夏洛特對華道等經歷感到疏遠的描繪正是放棄東方主義「作為慰藉之源的日本傳統神話」的證據，但電影時常利用角色重複粗俗笑話和對日本人的刻板印象（像是「瘋狂」和「極端」）來把日本置於「（造成）差異」的來源中。柯波拉對這種批評感到驚訝，並表示：「我認為如果一切都是根據你可以開玩笑的事實，你將會心一笑，但也要尊重（其他地方的）文化。我只是很愛東京，而我不是卑劣的人。」

### 榮譽
《愛情，不用翻譯》獲得許多獎項和提名，尤其是柯波拉的執導和劇本，以及莫瑞和喬韓森的演技。它在第76屆奧斯卡金像獎贏得最佳原著劇本（柯波拉），並入圍最佳影片、最佳導演（柯波拉）和最佳男主角（莫瑞）。電影在金球獎五項提名中贏得三項，分別是最佳音樂及喜劇電影、最佳音樂及喜劇類電影男主角和最佳劇本。《愛情，不用翻譯》在第57屆英國電影學院獎贏得最佳男主角、最佳女主角（喬韓森）和最佳剪輯。
《愛情，不用翻譯》還獲得許多外國頒獎典禮、影展和影評人組織的獎項。當中包括波迪獎最佳美國電影、最佳外語片、澳大利亞影評人協會最佳外語片、法國影評人聯合會最佳外語片、德國電影獎最佳外語片和銀緞帶獎最佳外國導演。電影還贏得獨立精神獎最佳影片、衛星獎最佳音樂及喜劇電影和威尼斯影展的兩座獎項。《愛情，不用翻譯》在影評人組織也贏得一些最佳影片範疇的獎項，當中包括舊金山影評人協會、多倫多影評人協會和溫哥華影評人協會。

### 註解
1. ↑  電影分類成任何單一種類都遭到反對。這部電影雖然被貼上「浪漫喜剧」之類的標籤，但也被確定融合了多種種類的元素，例如愛情、喜劇和劇情。關於《愛情，不用翻譯》種類定位的討論，參見King 2010，第60-75頁。
2. ↑  兰伯特是真實在東京柏悅酒店酒吧演唱的歌手。柯波拉在拍攝前一年在酒店看到她演唱。為了讓兰伯特出演角色，柯波拉其後勸說經理人讓他倆結識。兰伯特在電影中演唱的同樣是《史卡博羅市集》[6]。
3. ↑  這一幕是致敬柯波拉父親在1970年代與黑澤明拍攝的三得利廣告[10]。柯波拉表示跟鮑伯一樣，莫瑞無法理解飾演導演的男人所說的話。她說道：「我喜歡美國演員跟角色一樣完全不了解發生什麼。」[9]
4. ↑  一些影評人稱東京是電影的第三主角。例如San Filippo 2003，第28頁和Plate 2004，第4段
5. ↑  柯波拉承認對「曲折心境片段」的欣賞[17]，並舉例影響《愛情，不用翻譯》的電影包括、[6]和《花樣年華》[29]。柯波拉在鮑伯和夏洛特喝著清酒看電視的一幕中簡短地展示播出的電影是《生活的甜蜜》。
6. ↑  起初喬韓森對拍攝時要穿透明內褲感到擔憂，但當柯波拉親自示範穿起來會怎樣後只好妥協[31]。喬韓森表示如果導演是男的話她不會穿[32]。
7. ↑  參見Kennedy 2010，第46-47頁、San Filippo 2003，第26頁和Haslem 2004。
8. ↑  參見Smith, Paul Julian. . Sight & Sound. Vol. 14 no. 1. 2004: 13.
9. ↑  柯波拉曾開心地說到有關她住在這間酒店的個人經歷。她稱該酒店是東京「混亂的」城市環境中「寂靜的浮島」[37]，並表示它是「這個世界上（她）最喜歡的地方」[18]。
10. ↑  在《愛情，不用翻譯》上映後，柯波拉稱它是送給東京的「情人節禮物」[41]，並表示渴望描繪她對這座城市的喜好是製作這部電影的原因之一[37]。
11. ↑  長片劇本通常90至120頁[46]。
12. ↑  其中一個例子是夏洛特走過澀谷路口的一組鏡頭。柯波拉注意到下雨讓這片地區變得霧濛濛和具有神秘美感，於是她取消了在拱廊商業街附近的拍攝計劃，轉而拍攝這組鏡頭[8]。
13. ↑  其他在拍攝過程中比較重要的即興創作包括卡拉OK盒[8]和壽司店發生的場景[18]。
14. ↑  《為何和平、愛和領悟都如此有趣》是彰顯鮑伯在老一輩的處境，《口袋裏的硬幣》是展示夏洛特有趣的一面，而《比這更多》是拍攝時柯波拉和莫瑞發現他們都喜歡羅西音樂而即興選的[17]。
15. ↑  焦點影業藉由雜誌文章來作為宣傳活動的其中一個例子，參見Hirschberg 2003[69]。
16. ↑  「全國上映」指的是超過600家影院放映的門檻。
17. ↑  在2004年電影DVD的額外片段中，莫瑞稱《愛情，不用翻譯》是他參與的所有電影中最為喜歡的。

### 腳註
1. 1 2  . British Board of Film Classification.   [2020-05-15]. （原始内容存档于2020-10-28）.說明：選擇「Details」和「Feature」標籤
2. 1 2 3 4 5  . American Film Institute.   [2020-06-08]. （原始内容存档于2020-07-05）.
3. ↑  . The Japan Times. 2004-04-14  [2020-08-08]. （原始内容存档于2019-01-08）.
4. 1 2 3 4  Olsen, Mark. . Sight & Sound. Vol. 14 no. 1. 2004-01: 15.
5. ↑  . Fandango.   [2020-09-25]. （原始内容存档于2020-10-28）.
6. 1 2 3 4  Allen, Greg. . Greg.org. 2003-08-31  [2020-05-03]. （原始内容存档于2003-10-12）.
7. ↑  Murray, Rebecca. . About.   [2020-06-01]. （原始内容存档于2005-10-24）.
8. 1 2 3 4 5 6 7 8 9 10 11 12 13 14  Thompson, Anne. . Filmmaker. 2003年秋季  [2020-05-03]. （原始内容存档于2020-06-11）.
9. 1 2  Rich, Motoko. . The New York Times. 2003-09-21  [2020-06-01]. （原始内容存档于2020-03-04）.
10. 1 2 3  Grove, Martin A. . The Hollywood Reporter. 2003-08-15.
11. 1 2 3 4 5 6  Haslem, Wendy. . Senses of Cinema. 2004-04, (31)  [2020-06-01]. （原始内容存档于2019-09-11）.
12. ↑  Rogers 2018，第73頁.
13. 1 2  Wong 2009，第133頁.
14. ↑  Plate 2004，第3段.
15. ↑  King 2010，第104頁.
16. ↑  Cardullo 2004，第464頁.
17. 1 2 3 4 5 6 7 8 9  Chumo, Peter N. II. . Creative Screenwriting. Vol. 11 no. 1. 2004-01  [2020-05-07]. （原始内容存档于2016-10-13）.
18. 1 2 3 4 5 6 7 8 9 10 11  Mitchell, Wendy. . IndieWire. 2004-02-04  [2020-05-03]. （原始内容存档于2019-08-13）.
19. ↑  King 2010，第127頁.
20. ↑  McGowan 2007，第62頁.
21. 1 2  McGowan 2007，第54頁.
22. ↑  Bolton 2011，第126-127頁.
23. 1 2  King 2010，第76頁.
24. ↑  King 2010，第82頁.
25. 1 2  King 2010，第80頁.
26. ↑  King 2010，第81-82頁.
27. ↑  Vineberg, Steve. . The Christian Century. Vol. 120 no. 21. 2003-10-17: 60  [2020-06-01]. （原始内容存档于2020-10-28）.
28. ↑  Interview 2003，第56頁.
29. 1 2  Crabtree, Sheigh. . The Hollywood Reporter. 2003-09-10.
30. 1 2 3  Diaconescu, Sorina. . Los Angeles Times. 2003-09-07  [2020-05-03]. （原始内容存档于2020-10-28）.
31. 1 2 3  Vernon, Polly. . The Guardian. 2003-12-28  [2020-05-03]. （原始内容存档于2019-07-11）.
32. 1 2 3  Hirschberg, Lynn. . The New York Times Magazine. 2003-08-31  [2020-05-03]. （原始内容存档于2017-07-22）.
33. 1 2 3  Stern, Marlow. . The Daily Beast. 2013-09-12  [2020-05-07]. （原始内容存档于2020-01-14）.
34. ↑  San Filippo 2003，第26頁.
35. ↑  King 2010，第1-2頁.
36. ↑  Kennedy 2010，第45頁.
37. 1 2 3 4 5 6 7 8 9 10 11 12  . Focus Features.   [2020-05-03]. （原始内容存档于2003-10-01）.
38. 1 2 3 4  Meyer, Carla. . San Francisco Chronicle. 2003-09-20  [2020-05-03]. （原始内容存档于2016-03-10）.
39. 1 2  Topel, Fred. . Screenwriter's Monthly. 2003-09-23  [2020-05-03]. （原始内容存档于2020-10-28）.
40. 1 2  Morrow, Fiona. . The Independent. 2004-01-02  [2020-05-03]. （原始内容存档于2020-10-28）.
41. ↑  Calhoun, Dave. . Another Magazine. 2003年秋季至冬季, (5): 100.
42. 1 2 3 4  Hundley, Jessica. . Los Angeles Times. 2003-09-11  [2020-05-03]. （原始内容存档于2020-10-28）.
43. 1 2 3 4  Peretz, Evgenia. . Vanity Fair. 2006-09  [2020-05-03]. （原始内容存档于2020-10-28）.
44. 1 2  Betts, Kate. . Time. 2003-09-08  [2020-05-03]. （原始内容存档于2020-10-28）.
45. 1 2 3 4 5  Harris, Dana. . Variety. 2003-10-12  [2020-05-03]. （原始内容存档于2019-04-03）.
46. ↑  Hilliard, Robert L.  10th. Cengage Learning. 2011-08-10: 403. ISBN 978-1439082713.
47. 1 2  Brownfield, Paul. . Los Angeles Times. 2004-02-29  [2020-05-03]. （原始内容存档于2020-10-28）.
48. ↑  Clark, John. . Los Angeles Times. 2003-11-09  [2020-05-03]. （原始内容存档于2020-10-28）.
49. 1 2  King 2010，第8頁.
50. ↑  . Elle. 2010-10-07  [2020-05-03]. （原始内容存档于2020-10-28）.
51. ↑   (Lost in Translation DVD Extra). Focus Features. 2004-02-03.
52. ↑  Acord 2004a，第22頁.
53. 1 2 3 4  Acord 2004a，第21頁.
54. 1 2  Acord, Lance. . American Cinematographer. Vol. 85 no. 1. 2004-01: 123–124.
55. ↑  Acord 2004a，第23頁.
56. ↑  Acord 2004a，第19頁.
57. ↑  Acord 2004a，第24頁.
58. ↑  . Metacritic.   [2020-05-20]. （原始内容存档于2020-10-28）.
59. 1 2 3  Dansby, Andrew. . Rolling Stone. 2003-09-24  [2020-05-20]. （原始内容存档于2020-10-28）.
60. ↑  White, Michael. . Exclaim!.   [2020-05-20]. （原始内容存档于2019-09-16）.
61. ↑  Keast, James. . Exclaim!. 2003-10-01  [2020-05-20]. （原始内容存档于2019-09-16）.
62. ↑  . NPR (Audio). 2003-09-15  [2020-05-20]. （原始内容存档于2020-02-04）.
63. ↑  King 2010，第115頁.
64. ↑  King 2010，第115-116頁.
65. ↑  King 2010，第116-119頁.
66. ↑  King 2010，第117頁.
67. ↑  Harris, Dana; Dunkley, Cathy. . Variety. 2003-02-25  [2020-05-09]. （原始内容存档于2020-10-28）.
68. 1 2  King 2010，第16頁.
69. 1 2 3 4 5 6 7  Grove, Martin A. . The Hollywood Reporter. 2003-10-10.
70. ↑  King 2010，第24-25頁.
71. 1 2  Brooks, Brian. . IndieWire. 2003-09-16  [2020-05-10]. （原始内容存档于2018-05-28）.
72. ↑  King 2010，第16-17頁.
73. ↑  King 2010，第17頁.
74. 1 2 3 4 5 6 7  . Box Office Mojo.   [2020-07-04]. （原始内容存档于2020-10-28）.
75. ↑  Brooks, Brian. . IndieWire. 2003-09-23  [2020-05-10]. （原始内容存档于2020-10-28）.
76. 1 2 3  King 2010，第22頁.
77. ↑  . Metacritic.   [2020-05-10]. （原始内容存档于2018-08-13）.
78. ↑   (DVD). Focus Features. 2004-02-03.
79. 1 2  Saccone, Melinda. . Video Store Magazine. Vol. 26 no. 7. 2004-02-15: 18.
80. 1 2  Hettrick, Scott. . Variety. 2004-02-17  [2020-05-10]. （原始内容存档于2020-10-28）.
81. ↑  . High-Def Digest. 2007-05-31  [2020-05-10]. （原始内容存档于2017-12-13）.
82. ↑  Miller, Gordon S. . High-Def Digest. 2011-01-04  [2020-05-10]. （原始内容存档于2017-02-18）.
83. ↑  King 2010，第28-29頁.
84. 1 2  . Rotten Tomatoes.   [2020-07-10]. （原始内容存档于2020-06-05）.
85. ↑  . Metacritic.   [2020-05-12]. （原始内容存档于2020-06-17）.
86. ↑  Edelstein, David. . Slate. 2003-09-11  [2020-05-12]. （原始内容存档于2020-10-28）.
87. ↑  Schwarzbaum, Lisa. . Entertainment Weekly. 2003-09-11  [2020-05-12]. （原始内容存档于2019-12-06）.
88. ↑  Mitchell, Elvis. . The New York Times. 2003-09-12  [2020-05-12]. （原始内容存档于2013-05-23）.
89. 1 2  Turan, Kenneth. . Los Angeles Times. 2003-09-12  [2020-05-12]. （原始内容存档于2020-04-03）.
90. 1 2  Rooney, David. . Variety. 2003-08-31  [2020-05-12]. （原始内容存档于2018-07-14）.
91. ↑  Zacharek, Stephanie. . Salon. 2003-09-13  [2020-06-20]. （原始内容存档于2020-07-03）.
92. ↑  Grove, Martin A. . The Hollywood Reporter. 2004-01-16.
93. ↑  . Paste. 2009-11-03  [2020-05-12]. （原始内容存档于2020-05-13）.
94. ↑  . Entertainment Weekly. 2009-12-03  [2020-06-15]. （原始内容存档于2020-06-15）.
95. ↑  . BBC. 2016-08-19  [2020-06-15]. （原始内容存档于2020-06-11）.
96. ↑  . 爛番茄. 2023-03-09  [2023-03-09]. （原始内容存档于2023-03-09）.
97. ↑  King 2010，第132頁.
98. ↑  Paik, E. Koohan. . ColorLines RaceWire. 2003-11  [2020-05-25]. （原始内容存档于2005-04-18）.
99. ↑  Day, Kiku. . The Guardian. 2004-01-23  [2020-05-25]. （原始内容存档于2020-07-02）.
100. ↑  Rich, Motoko. . The New York Times. 2004-01-04  [2020-05-25]. （原始内容存档于2019-10-18）.
101. ↑  Musetto, V.A. . New York Post. 2004-05-21  [2020-05-25]. （原始内容存档于2017-10-30）.
102. ↑  Wright, George. . The Guardian. 2004-02-27  [2020-05-25]. （原始内容存档于2019-08-16）.
103. ↑  King 2005，第45-46頁.
104. ↑  King 2010，第130-132頁.
105. ↑  . Academy of Motion Picture Arts and Sciences.   [2020-05-10]. （原始内容存档于2015-04-02）.
106. ↑  . Hollywood Foreign Press Association.   [2020-05-10]. （原始内容存档于2016-12-20）.
107. ↑  . British Academy of Film and Television Arts (BAFTA).   [2020-05-10]. （原始内容存档于2017-11-13）.
108. ↑   [2005 Winners of the year]. Danish Film Critics Association.   [2020-07-04]. （原始内容存档于2016-03-16）.
109. ↑   [Palmares: César 2005: awards, nominations]. AlloCiné.   [2020-05-10]. （原始内容存档于2016-09-22）.
110. ↑  . Film Critics Circle of Australia.   [2020-05-10]. （原始内容存档于2014-03-25）.
111. ↑   [2004 SFCC Critics' Award]. French Syndicate of Cinema Critics.   [2020-07-04]. （原始内容存档于2019-04-11）.
112. ↑   [German Film Awards from 1951 to Today: 2004]. Deutsche Filmakademie.   [2020-05-10]. （原始内容存档于2015-09-23）.
113. ↑  . Italian National Syndicate of Film Journalists.   [2020-07-04]. （原始内容存档于2020-07-04）.
114. ↑  Munoz, Lorenza. . Los Angeles Times. 2004-02-29  [2020-05-10]. （原始内容存档于2016-03-06）.
115. ↑  . International Press Academy.   [2020-05-10]. （原始内容存档于2008-12-18）.
116. ↑  . Venice Biennale. 2003-09-06  [2020-07-04]. （原始内容存档于2004-06-23）.
117. ↑  . San Francisco Film Critics Circle. 2003-12-15  [2020-05-10]. （原始内容存档于2014-12-14）.
118. ↑  . Toronto Film Critics Association.   [2020-05-10]. （原始内容存档于2015-07-15）.
119. ↑  . Vancouver Film Critics Circle. 2004-02-02  [2020-05-10]. （原始内容存档于2019-04-09）.

### 文獻
- Acord, Lance. . Ballinger, Alex  (编). . HarperCollins. 2004-10-12: 19–26. ISBN 978-1856693349.
- Bolton, Lucy. . Palgrave Macmillan. 2011-07-28. ISBN 978-1137501400.
- Cardullo, Bert. . The Hudson Review. 2004年秋季, 57 (3): 463–470. doi:10.2307/4151446.
- Kennedy, Todd. . Film Criticism. 2010年秋季, 35 (1): 37–59.
- King, Geoff. . American Indies. Edinburgh University Press. 2010. ISBN 978-0748637461.
- King, Homay.  (PDF). Film Quarterly. 2005年秋季, 59 (1): 45–48. doi:10.1525/fq.2005.59.1.45.
- McGowan, Todd. . Quarterly Review of Film and Video. 2007, 24 (1): 53–63. doi:10.1080/10509200500486023.
- Plate, S. Brent. . Journal of Religion and Film. 2004-04, 8 (1).
- Rogers, Anna. . Berghahn Books. 2018-11-29. ISBN 978-1785339752.
- San Filippo, Maria. . Cineaste. Vol. 29 no. 1. 2003年冬季: 26–28.
- . Interview. Vol. 33 no. 9. 2003-10: 54–60.
- Wong, Nicholas Y.B. . Screen Education. No. 53. 2009: 131–137.

## 外部連結
- 官方網站 （页面存档备份，存于）
- 互联网电影数据库（IMDb）上《迷失东京》的资料（英文）
- AllMovie上《迷失东京》的资料（英文）
- 豆瓣电影上《迷失东京》的資料 （简体中文）